# مخفیانه
مخفیانه (انگلیسی: In Secret) فیلمی در ژانر شهوانی، جنایی، و درام است که در سال ۲۰۱۳ منتشر شد.

## بازیگران
- الیزابت اولسن
- تام فلتون
- اسکار آیزاک
- جسیکا لنگ
- مکنایز کروک
- مت لوکاس
- شرلی هندرسون
- نیکلاس بلین
- مایکل کرانین

## نقش ها
گلن کلوز در ابتدا در نقش مادام راکین انتخاب شد اما منصرف شد و جسیکا لنگ جایگزین او شد. همچنین این فیلم دو بازیگر هری پاتر را به هم پیوند می دهد: شرلی هندرسون ، بازیگر ناله مایرتل و تام فلتون ، بازیگر دراکو مالفوی.